# Skogshårmygga
Skogshårmygga (Bibio marci) är en tvåvingeart som först beskrevs av Carl von Linné 1758.  Skogshårmygga ingår i släktet Bibio och familjen hårmyggor. Arten är reproducerande i Sverige. Inga underarter finns listade i Catalogue of Life.
Arten når en längd av 11 till 13 mm och den kan förväxlas med en fluga på grund av den fylliga kroppen. Färgen är genomgående svart och hannar har större ögon än honorna. Typiskt för skogshårmyggans larver är en ljusgrå färg och sparsamt fördelade borstar.
De flesta exemplar blir aktiva under maj och de bildar stora svärmar. Habitatet utgörs av öppna skogar, buskskogar, gräsmarker, parker och trädgårdar. Honan lägger äggen i jorden och de kläckta larverna äter gräsets rötter samt annat organiskt material.
I Europa saknas arten bara på Balkan och i Island. För Ryssland saknas bekräftelse. Skogshårmyggan hittas främst i södra och centrala Sverige.

## Bildgalleri

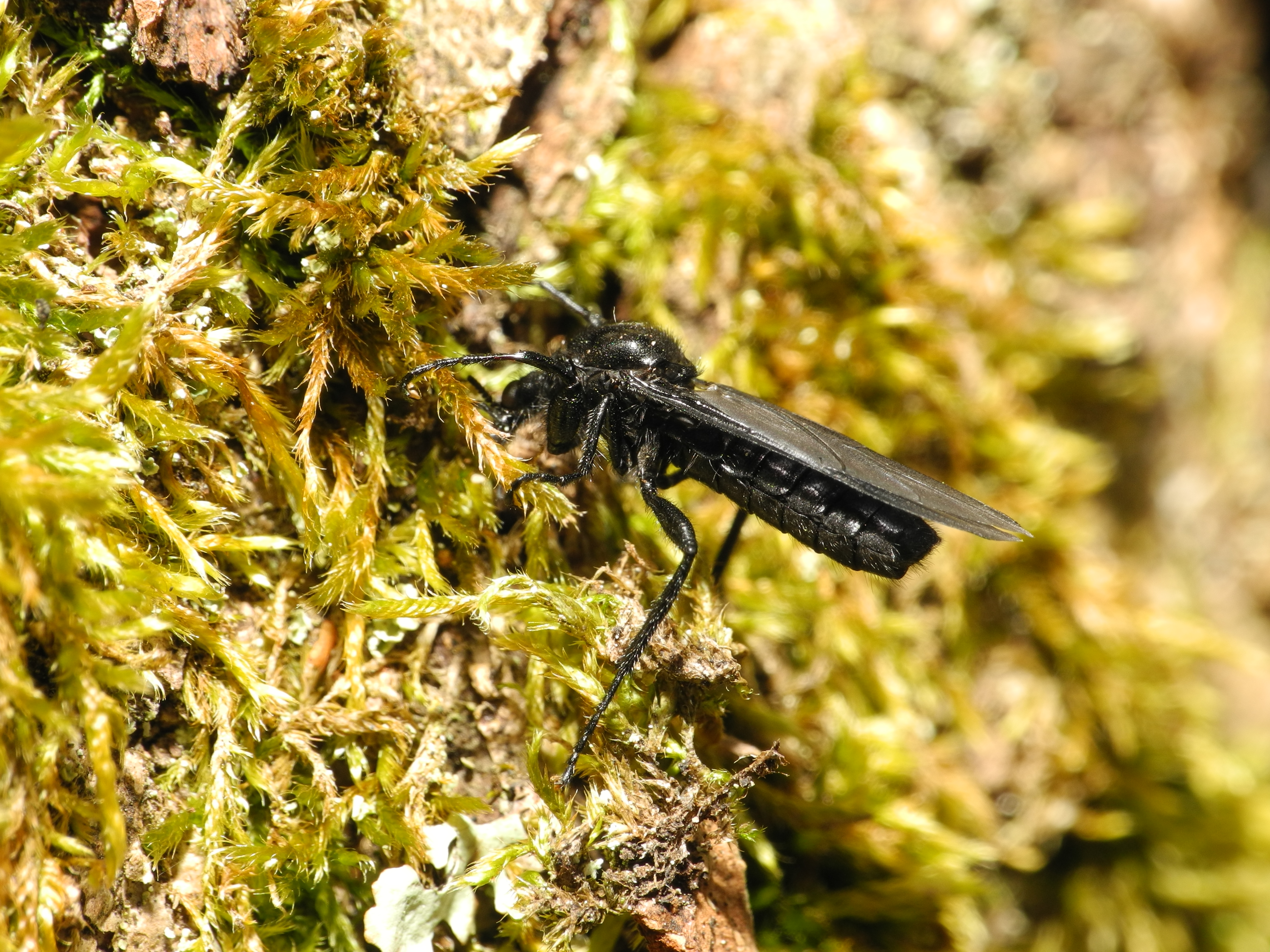
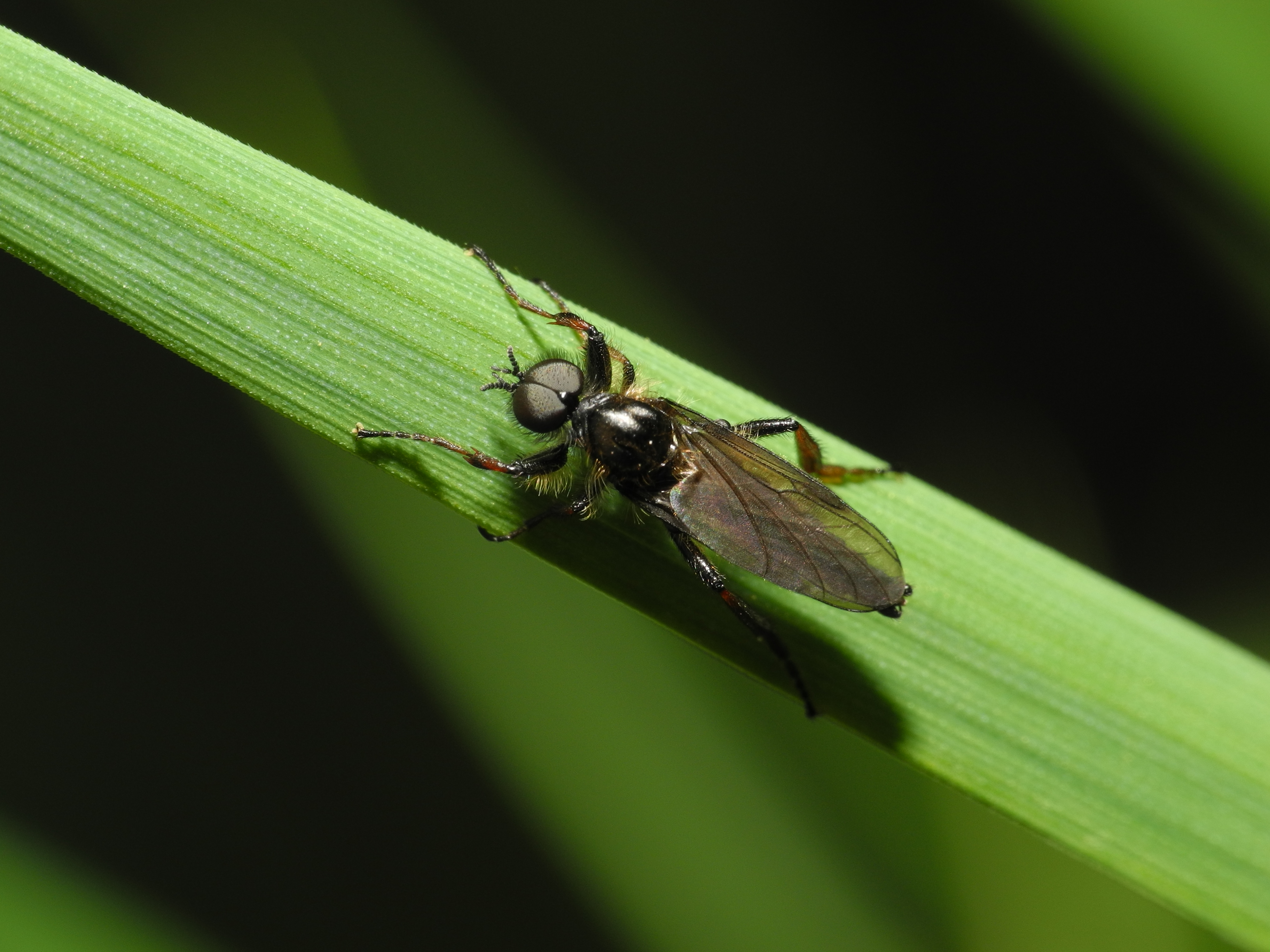
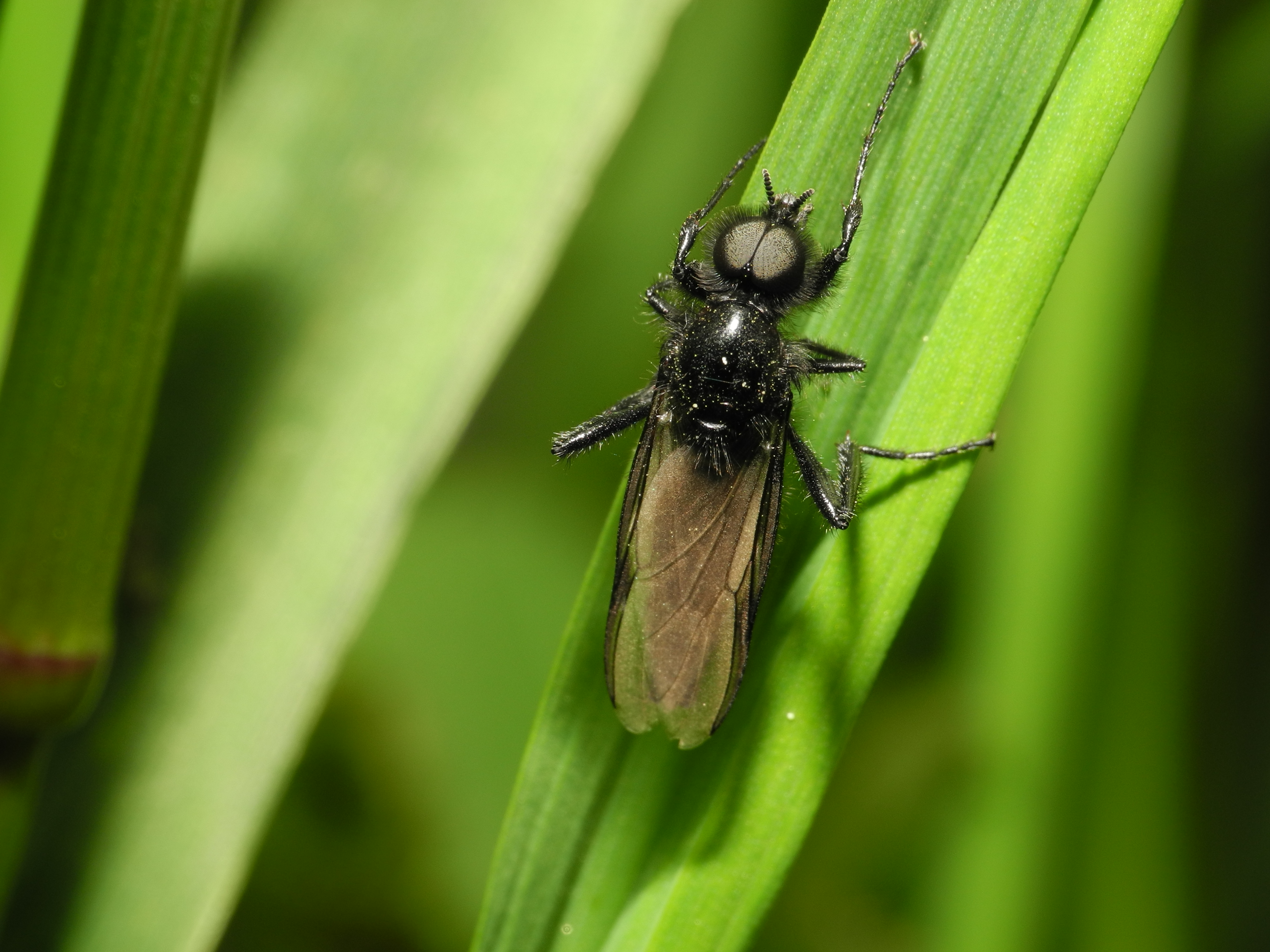
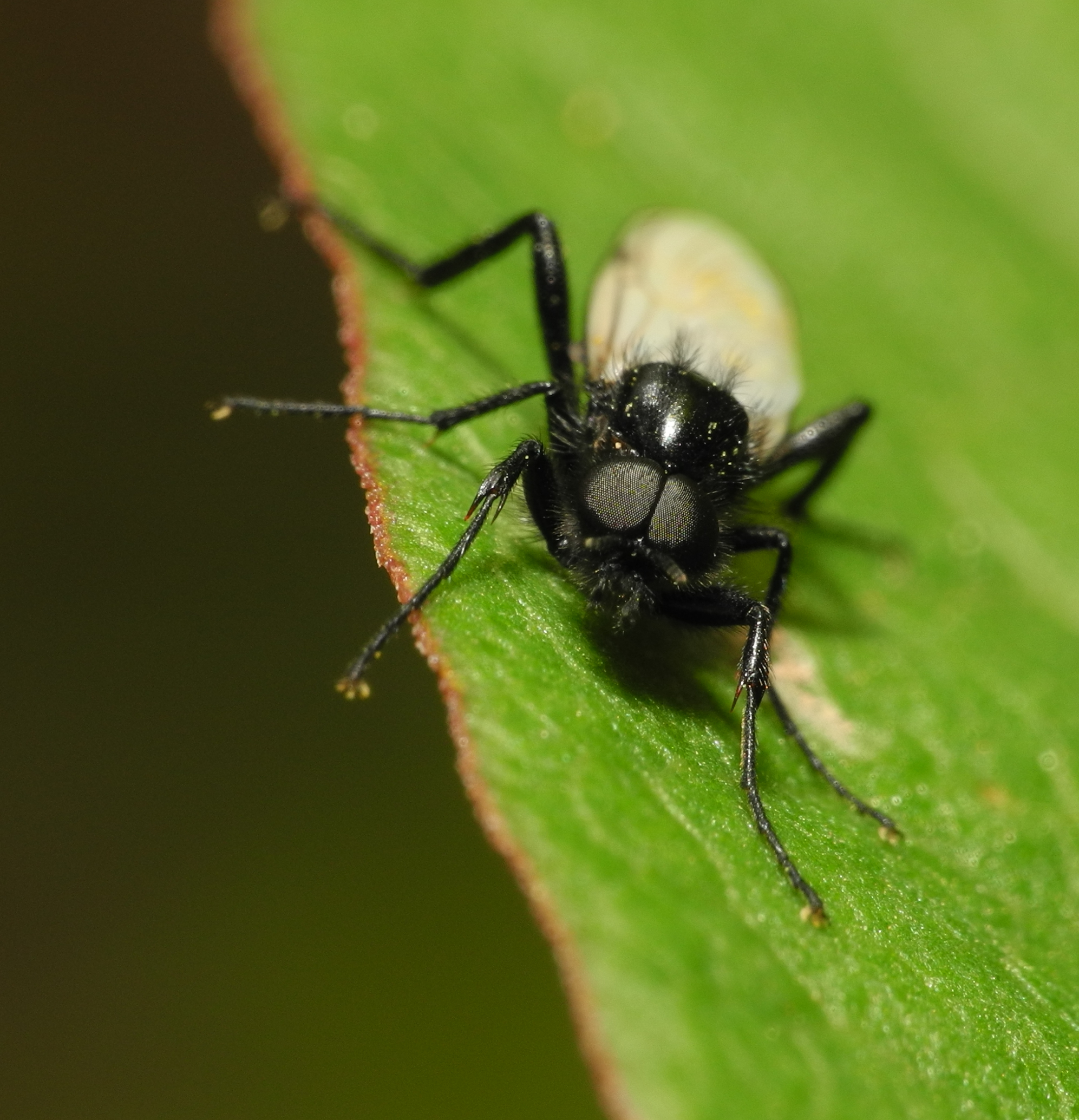
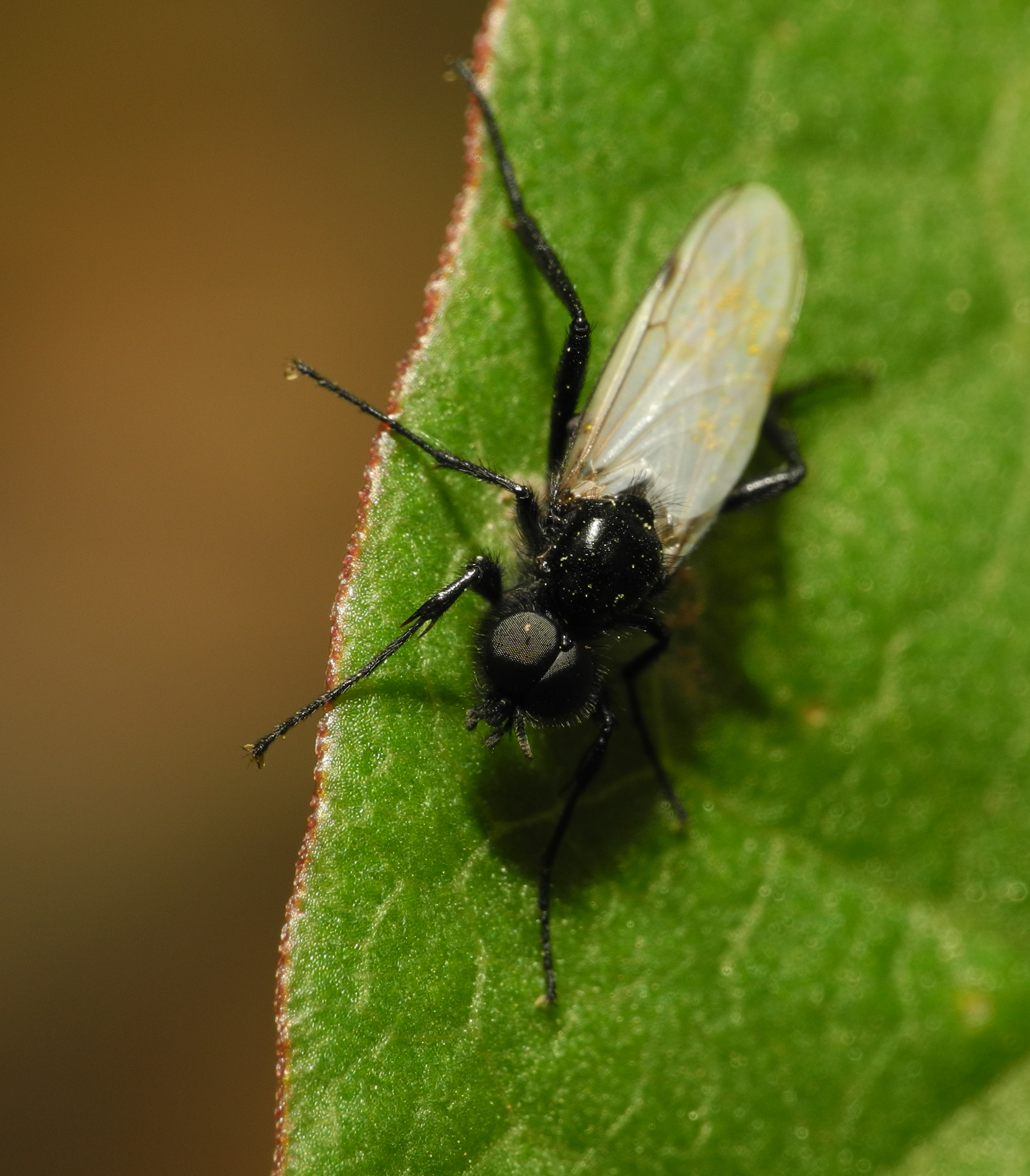
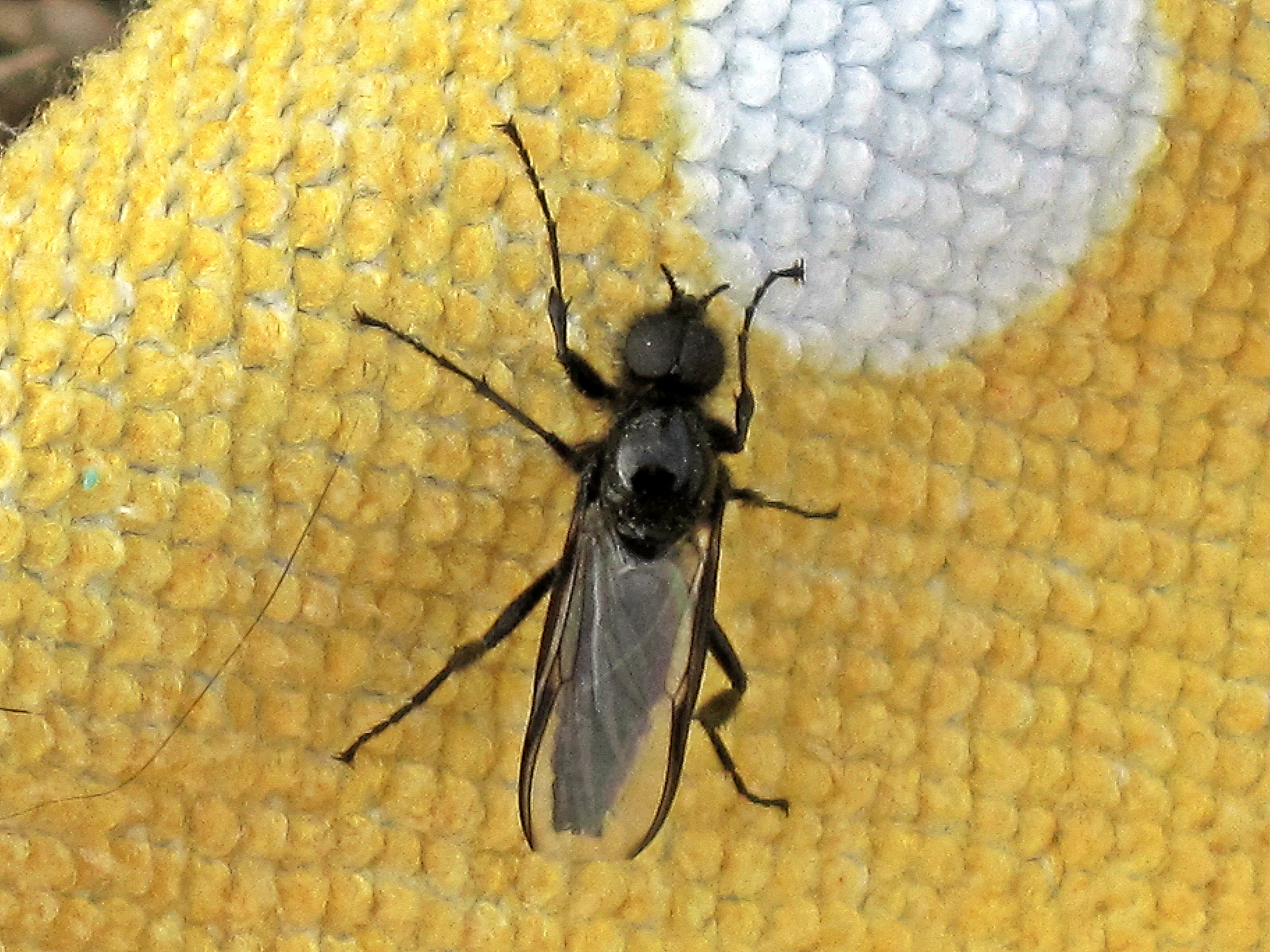